# Lluís Bonifaç
Lluís Bonifaç, llamado Bonifaç el Viejo (Tolosa ? - † Riudoms, 1697) fue un escultor francés establecido en España. 

## Biografía

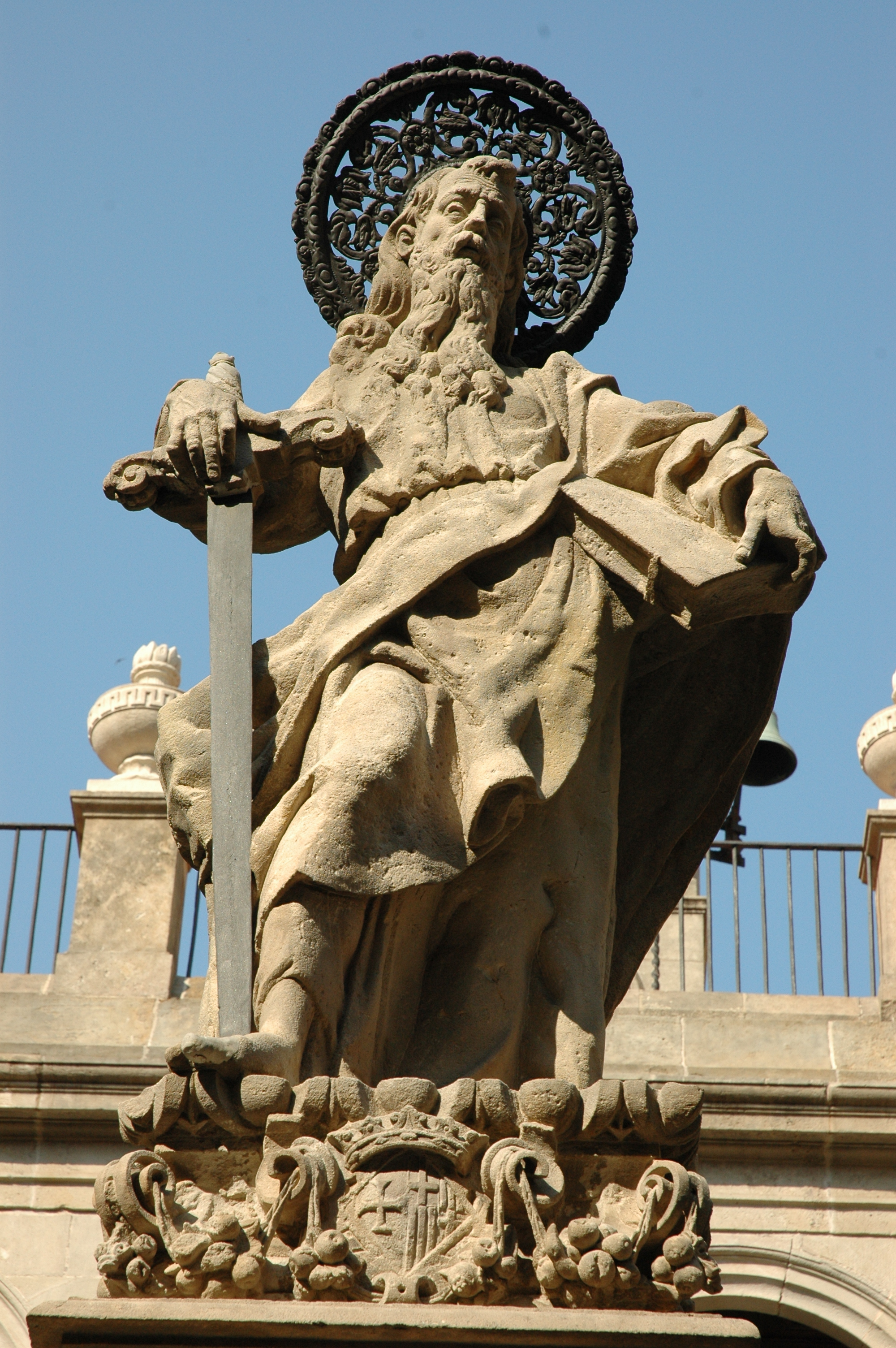
Imagen de san Pablo en la Casa de Convalecencia, Barcelona

Nacido en Marsella -no se sabe la fecha de su nacimiento-, se estableció primero en Barcelona y posteriormente en Valls; falleció en Riudoms, donde trabajaba en el retablo del Rosario. En Barcelona realizó el San Pablo del patio de la Casa de Convalecencia (1678), la Santa Eulalia para el obelisco del Pedró (1686) y el retablo de Santa Magdalena para la catedral (1688). En 1693 realizó el retablo de San Pablo en Valls, y el de San Isidro en Arbeca. Bonifaç fue el fundador de una dinastía de escultores en la que destacaron su hijo Luis Bonifás y Sastre y sus biznietos Luis y Francisco Bonifás y Massó.